# Шарапово (деревня, Новомосковский административный округ)
Шарапово — деревня в Новомосковском административном округе Москвы (до 1 июля 2012 года была в составе Наро-Фоминского района Московской области). Входит в состав поселения Марушкинское.
Название, предположительно, произошло от некалендарного личного имени Шарап.
Вблизи Шарапово расположен Сортировочный центр Шарапово Почты России — подразделение логистического центра Внуково, который является самым крупный транзитным пунктом пересылки международных почтовых посылок и бандеролей.

## Население
| 1852 | 1859 | 1890 | 1899 | 1926 | 2002 | 2006 | 2010 |
| ---- | ---- | ---- | ---- | ---- | ---- | ---- | ---- |
| 54   | ↗114 | ↗117 | ↘100 | ↗137 | ↘32  | ↘27  | ↗30  |

Согласно Всероссийской переписи, в 2002 году в деревне проживало 32 человека (16 мужчин и 16 женщин); преобладающая национальность — русские (91 %). По данным на 2005 год, в деревне проживало 27 человек.

## География
Деревня Шарапово находится у Боровского шоссе примерно в 11 км к западу от центра города Московский. Ближайшие населённые пункты — деревни Давыдково, Большое Свинорье, Санино и дачный посёлок Кокошкино.
В деревне 6 улиц — Карьерная, Майская, Новая, Придорожная, Центральная и Январская. Связана автобусным сообщением с аэропортом Внуково и станцией метро Тёплый Стан.

## История
В середине XIX века деревня относилась к 1-му стану Звенигородского уезда Московской губернии и принадлежала князю Борису Дмитриевичу Голицыну, в деревне было 8 дворов, крестьян 27 душ мужского пола и 27 душ женского. В дер. Шараповой действовала почтовая станция на Калужской дороге на 16 лошадей.
В «Списке населённых мест» 1862 года — владельческое сельцо 1-го стана Звенигородского уезда по Ново-Калужскому тракту из Москвы на село Нара Верейского уезда, в 28 верстах от уездного города и 16 верстах от становой квартиры, при речке Незнани, с 14 дворами и 114 жителями (58 мужчин, 56 женщин).
По данным на 1899 год — деревня Перхушковской волости Звенигородского уезда с 100 жителями.
В 1913 году — 23 двора и казённая винная лавка.
По материалам Всесоюзной переписи населения 1926 года — деревня Давыдковского сельсовета Перхушковской волости Звенигородского уезда в 7,5 км от Можайского шоссе и 2,1 км от станции Голицыно Белорусской железной дороги, проживало 137 жителей (67 мужчин, 70 женщин), насчитывалось 30 хозяйств, из которых 24 крестьянских.
1929—1930 гг. — населённый пункт в составе Звенигородского района Московского округа Московской области.
1930—1963, 1965—2012 гг. — в составе Наро-Фоминского района Московской области.
1963—1965 гг. — в составе Звенигородского укрупнённого сельского района Московской области.

## Экономика

### Сортировочный центр Шарапово
В Шарапово расположено крупное предприятие Почты России — Сортировочный центр Шарапово. Численность работников на 2018 год — 2700 человек.
Сортировочный центр Шарапово Почты России с почтовыми индексами 102975 и 102976 — отделение Логистического центра Внуково Почты России. В СЦ Шарапово распределяют международные и внутренние почтовые отправления. Это промежуточный пункт в процессе доставки почтовых отправлений, через который в том числе проходят посылки из многих зарубежных интернет-магазинов. Логистический центр Внуково — самый крупный транзитный пункт Почты России.
Адрес Сортировочного центра Шарапово: Россия, г. Москва, п. Марушкинское, д. Шарапово, ул. Придорожная, 4, стр. 2.